# Gynoplistia bituberculata
Gynoplistia bituberculata là một loài ruồi trong họ Limoniidae. Chúng phân bố ở miền Australasia.